# Rue Portefoin
Rue Portefoin je ulice v Paříži v historické čtvrti Marais. Nachází se ve 3. obvodu.

## Poloha
Ulice vede od křižovatky s Rue des Archives a končí na křižovatce s Rue du Temple.

## Historie
V roce 1282 se ulice nazývala Rue Richard-des-Poulies a ve 14. století Rue Portefin. Její názvy pocházely od tkalce jménem Richard a od měšťana Jeana Portefina, kteří zde bydleli. V 16. století se nazývala též Rue des Bons-Enfants vzhledem k nedalekému špitálu Enfants-Rouges. Ulice má svůj aktuální název od 17. století, kdy byl deformován na „Portefoin“.

## Zajímavé objekty
- dům č. 6: palác z 18. století
- dům č. 10: městská knihovna o otevřená v lednu 2008. Knihovna je zaměřená vzhledem k umístění ve čtvrti Marais na dějiny dělníků a židovskou kulturu.
- dům č. 11: hôtel de Malte, jeho schodiště a portál jsou uvedeny v seznamu historických památek, francouzská zahrada je krytá skleněnou střechou. Palác patří klenotnické rodině Bégard-Ucciani-Baudy.